# Fratton Park
Fratton Park er et fodboldstadion i Portsmouth, Hampshire, England. Det er fodboldklubben Portsmouth F.C. hjemmebane. Stadionet blev åbnet i 1899.
Anlægget har plads til 20.899 siddende tilskuere. De fire tribunesektioner hedder Fratton End, North Stand, Milton End og South Stand.
Fratton Park var det første stadion der en benyttede lysmaster under en fodboldkamp. Det skete i kampen mod Newcastle United i februar 1956.
Banens mål er 100 x 66 meter, og tilskuerrekorden er på 51.385 i FA-cupens 6. runde mod Derby County 26. februar 1949.